# Agraulomyrmex

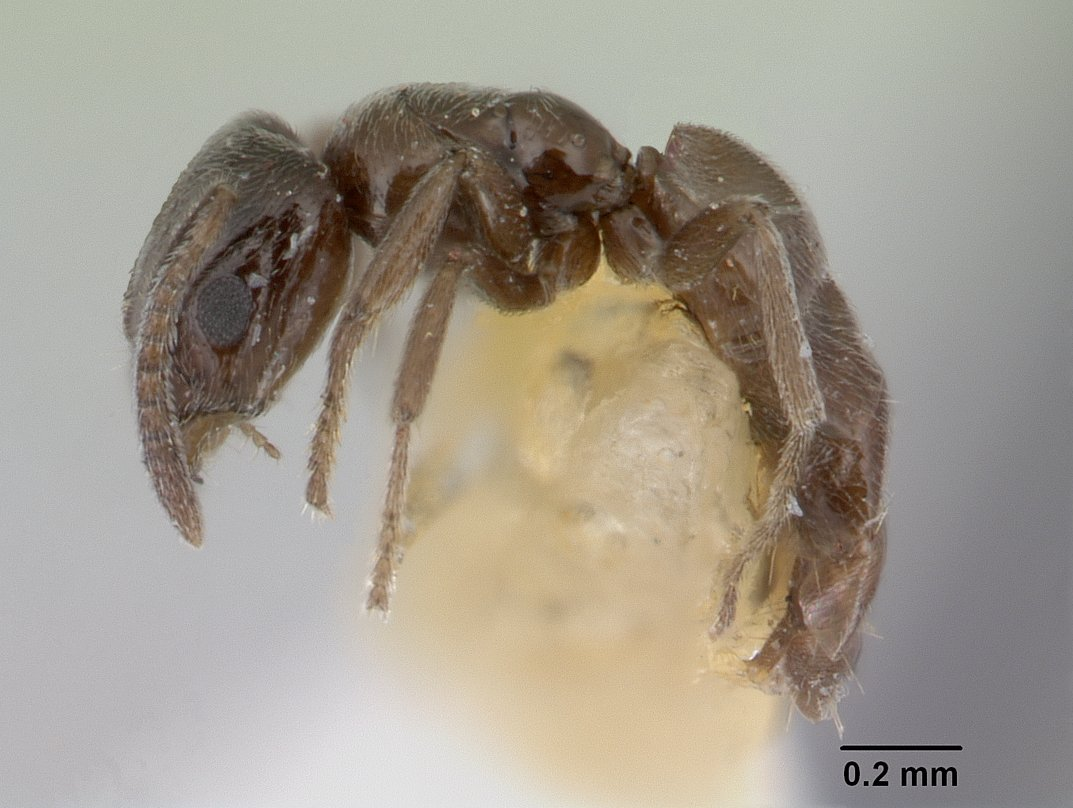
Муравей Agraulomyrmex meridionalis

Agraulomyrmex (лат.) — род муравьёв подсемейства формицины (Formicinae, Plagiolepidini). Южная Африка
.

## Описание
Мелкие земляные муравьи коричневого цвета. Заднегрудка округлая без проподеальных шипиков. Усики длинные, у самок и рабочих 10-члениковые. Жвалы рабочих с 4—6 зубцами. Нижнечелюстные щупики 6-члениковые (или 5), нижнегубные щупики состоят из 4 сегментов (или 3).
Стебелёк между грудкой и брюшком состоит из одного сегмента (петиоль). Сходны с муравьями рода Acropyga, но отличаются более крупными глазами и более тёмной окраской
.
- Agraulomyrmex meridionalis Prins, 1983 — Южная Африка
- Agraulomyrmex wilsoni Prins, 1983 — Зимбабве